# Ernst Deloch
Ernst Friedrich Georg Max Deloch  (* 17. Mai 1886 in Karchwitz, Deutsches Reich, heute Teil der Gemeinde Pawlowitzke, Polen; † unbekannt) war ein deutscher Springreiter.
Ernst Deloch nahm bei den Olympischen Sommerspielen 1912 in Stockholm im Springreiten teil. Im Einzel wurde er mit seinem Pferd Hubertus Neunter und im Mannschaftswettbewerb gewann er zusammen mit Friedrich Karl von Preußen, Sigismund Freyer und Wilhelm von Hohenau  die Bronzemedaille.